# Michael Bennett (giocatore di football americano 1978)
Michael A. Bennett (Milwaukee, 13 agosto 1978) è un ex giocatore di football americano statunitense che ha militato nel ruolo di running back nella National Football League (NFL).

## Carriera universitaria
Ha giocato con i Wisconsin Badgers, squadra rappresentativa dell'Università del Wisconsin-Madison. La sua migliore stagione è stata la terza quando ha corso per 1.592 yard con 10 touchdown.

## Carriera professionistica

### Minnesota Vikings
Al draft NFL 2001 è stato selezionato dai Vikings come 27ª scelta assoluta. Ha debuttato nella NFL il 9 settembre 2001 contro i Carolina Panthers indossando la maglia numero 23, ha concluso la stagione giocando tutte le sue 13 partite da titolare. L'anno seguente è stato convocato per il suo unico Pro Bowl.
Nelle stagioni successive Bennett, a causa dei vari infortuni, ha perso sempre di più visibilità fino ad arrivare all'ultima stagione con i Vikings nel 2005 quando è stato svincolato.

### New Orleans Saints
Ha firmato con i Saints ma subito dopo l'arrivo della stella nascente Reggie Bush, è stato ceduto ai Kansas City Chiefs per una scelta del quarto giro draft.

### Kansas City Chiefs
Con i Chiefs è rimasto per l'intera stagione 2006, non disputando alcuna partita da titolare. È stato ceduto ai Tampa Bay Buccaneers.

### Tampa Bay Buccaneers
Il 16 ottobre 2007 ha firmato con i Buccaneers ma non è riuscito a trovare molto spazio infatti l'11 novembre del 2008 è stato svincolato.

### San Diego Chargers
Il giorno seguente è stato preso dai Chargers, ha concluso la stagione giocando pochissimo. Il 4 marzo è stato svincolato.

### Oakland Raiders
Il 6 maggio 2010 ha firmato con i Raiders, scendendo in campo sporadicamente, in particolare con gli special team.
Il 3 marzo 2011 ha firmato un altro contratto di un anno per 865.000 dollari. Ma il 5 settembre è stato svincolato per far posto alla safety Matt Giordano.

## Palmarès
- Convocazioni al Pro Bowl: 1

2002

## Statistiche
| Partite totali             | 107   |
| Partite totali da titolare | 50    |
| Yard su corsa              | 3.703 |
| Touchdown su corsa         | 13    |